# بوعدي (بني مزدوي)
بوعدي هو دُوَّار يقع بجماعة سيدي بوتميم، إقليم الحسيمة، جهة طنجة تطوان الحسيمة في المملكة المغربية. ينتمي الدوّار لمشيخة بني مزدوي التي تضم 10 دواوير. يقدر عدد سكانه بـ 405 نسمة حسب الإحصاء الرسمي للسكان والسكنى لسنة 2004.

## روابط خارجية
- البوابة الوطنية للجماعات الترابية نسخة محفوظة 12 مارس 2018 على موقع واي باك مشين.
- المندوبية السامية للتخطيط